# Gronau (Bergisch Gladbach)
Gronau ist ein Stadtteil von Bergisch Gladbach und gehört unter Nr. 24 zum Statistik-Bezirk 2 der Stadt.

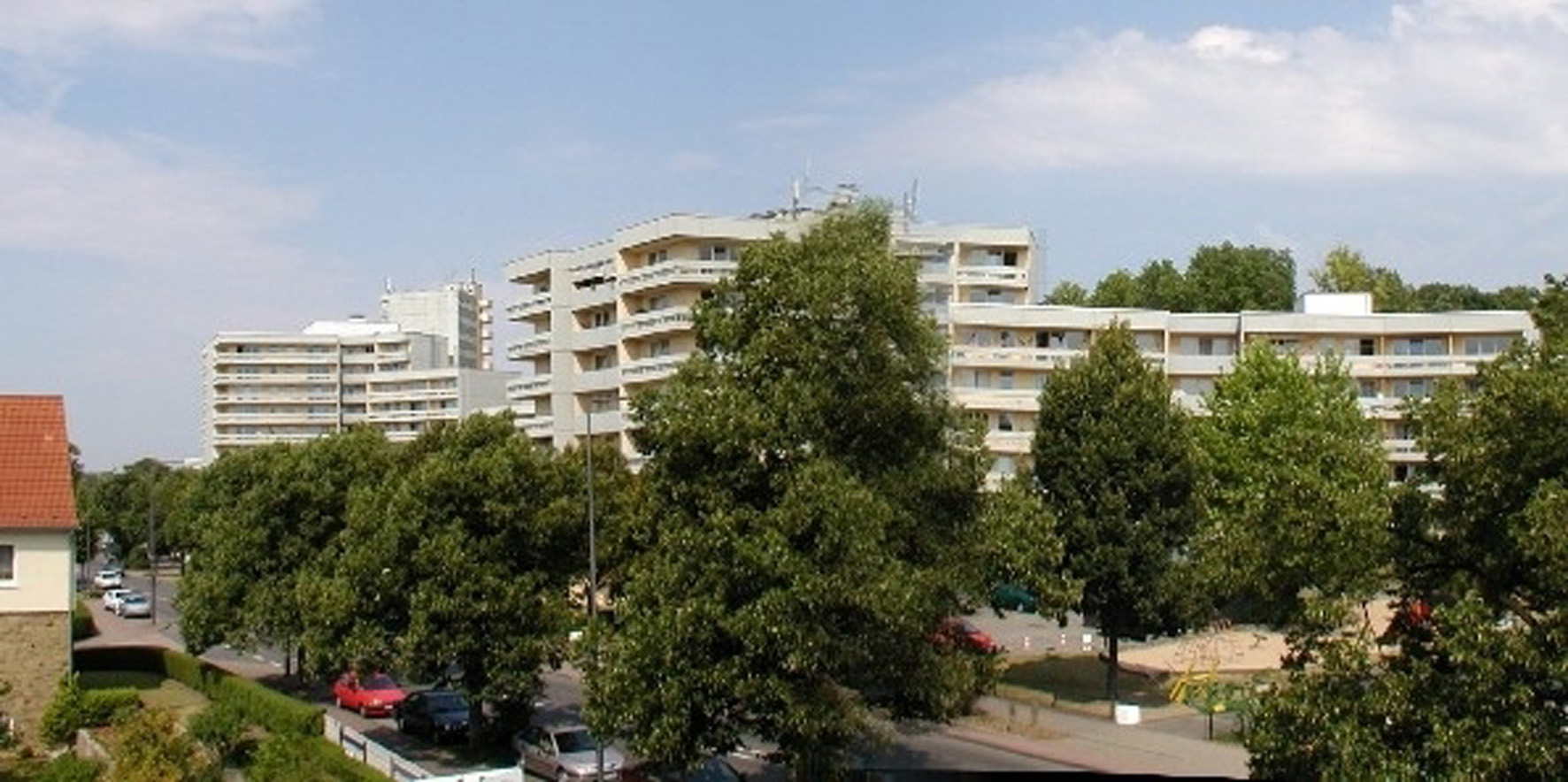
Wohnpark Gronau (auf dem ehemaligen Gelände von TÜV und Schlachthof)

## Geschichte
Die Bezeichnung Gronau soll ihren Ursprung in dem Wort Groenauwe haben, was so viel heißt wie grüne Aue. Um 1845 soll es noch in der Rheinebene als freundliches Wiesental, durchflossen von der Strunde, gelegen haben. Heute sind die ehemals grünen Auen kaum noch zu finden. An ihrer Stelle sind Industrie- und Wohnansiedlungen entstanden. Die Landwirtschaft ist weitestgehend gewichen. Auch die Strunde, die immer wieder Hochwasser mit sich führte und dadurch die angrenzenden Wiesen fruchtbar machte, ist inzwischen gebändigt und fließt in einem engen Bett. Selbst Jahrhundertunwetter können seit dem Bau des Randkanals kaum noch größere Schäden anrichten.

## Bergbau
Wahrscheinlich ist bereits in der Latènezeit in der Umgebung von Gronau Bergbau betrieben worden. Sichere Spuren deuten an vielen Stellen auf mittelalterlichen Bergbau hin. Ab der Mitte des 19. Jahrhunderts war ein Ansturm auf die Gewinnung von Eisenerz und Buntmetallen entstanden. Folgende Gruben waren zeitweise in Betrieb: Grube Habsburg, Grube Heidkamp III, Grube Hohenzollern, Grube Maiblume, Grube Margaretha Josepha und Grube Paulinenhütte.

## Mühlen an der Strunde
Von den zahlreichen Mühlen an der Strunde, die deren Wasserkraft nutzten, lagen in Gronau insgesamt sechs Mühlen, und zwar die Kieppemühle, die Dünnmühle, die Piddelbornsmühle, die Kradepohlsmühle, die Schlodderdicher Mühle und die Gierather Mühle.

## Bevölkerung
Nach der Einwohnerdatei hatte Gronau am 30. Juni 2017 6.266 Einwohner (davon 1.294 Ausländer). Es ist einer der einwohnerstärksten Stadtteile von Bergisch Gladbach. Die Altersgruppe über 65 war mit 1.238 Einwohnern (darunter 176 Ausländer) stärker als die Altersgruppe unter 18 Jahre mit nur 1.082 (darunter 185 Ausländer).
Mit Ausnahme des in den 1970er Jahren erbauten Wohnparks Gronau besteht die Wohnbebauung aus Ein- und kleineren bis mittleren Mehrfamilienhäusern.

## Infrastruktur
Gronau hat eine gute Infrastruktur. Etwa drei Kilometer sind es bis zur A 4 in Lustheide, die A 3 erreicht man in Köln-Holweide nach exakt 4,5 Kilometern, und zur Auffahrt auf die A 1 in Burscheid (Rheinisch-Bergischer Kreis) kommt man über Altenberg (Bergisches Land) nach circa 12 Kilometern. Der Flughafen Köln/Bonn ist 15 Kilometer entfernt. Man erreicht mit der S-Bahn in einer Viertelstunde den Hauptbahnhof in Köln und hat ordentliche Busverbindungen in das Zentrum der Stadt Bergisch Gladbach. Kurze Wege führen zu verschiedenen Kaufhäusern. Mehrere Schulen sind von hier aus gut erreichbar und genauso eine Vielzahl von verschiedenen Sportstätten. Auch der Freizeitwert ist hoch: Der Golfplatz Refrath liegt im südlichen Teil von Gronau. Im nahen Thielenbruch und in der Schluchter Heide (Naturschutzgebiet Gierather Wald) kann man wandern, joggen und Fahrrad fahren.